# Arteriolosclerosis
La arteriolosclerosis o arterioloesclerosis  es un término médico referente a una  enfermedad cardiovascular que afecta arterias pequeñas y arteriolas. Se caracteriza por engrosamiento de tipo proliferativo y fibromuscular o endotelial de la capa intermedia de las arterias de pequeño calibre.

## Etimología
La dicción arteriolosclerosis deriva del griego αρτηρία (artería; en griego la gran mayoría de las palabras terminadas en ια son acentuadas en la ι: ί): arteria, el latín «ola»: desinencia diminutiva (denota pequeñez), y el griego σκληρός (sclerós): duro.

## Clasificación
Hay dos tipos de arteriolosclerosis:
- Hialina
- Hiperplásica

Ambos tipos están relacionados con engrosamiento de la pared vascular y consecuente estrechamiento de la «luz», que en las áreas irrigadas por el vaso afectado puede causar lesión isquémica . 

## Etiología
Muy frecuentemente la arteriolosclerosis se relaciona con hipertensión arterial, nefropatía y diabetes mellitus. Puede o no estar vinculada con otras variedades de lesiones que causan degeneración vascular.

## Terminología
Los siguientes términos son algo semejantes –pero en fin distintos–, tanto en construcción como en significado, por lo cual fácilmente pueden causar confusión:
- Arteriosclerosis o arterioesclerosis. Término general alusivo a cualquier endurecimiento (y pérdida de elasticidad) de arterias medianas o grandes.
- Arteriolosclerosis. Incluye todo endurecimiento (y pérdida de elasticidad) de arteriolas (arterias pequeñas).
- Aterosclerosis o ateroesclerosis. Endurecimiento de arterias debido específicamente a una placa de ateroma con la disminución de la luz del vaso consecuente.[3]

El término «aterogénico» se utiliza para identificar substancias o procesos que causan aterosclerosis.